# 大副粒鯰
大副粒鯰，為輻鰭魚綱鯰形目粒鯰科的其中一種，為熱帶淡水魚，分布於亞洲婆羅洲淡水流域，體長可達6.2公分，棲息在底層水域，生活習性不明。

## 扩展阅读
維基物種上的相關：大副粒鯰